# Crveni Krst (koncentracijski logor)
Koncentracijski logor Crveni Krst poznat i kao Lager Niš, bio je koncentracijski logor tijekom Drugog svjetskog rata, lociran u industrijskoj zoni grada Niša u Srbiji, kojim su upravljali Nijemci. Logor je bio smješten u neposrednoj blizini željezničke stanice "Crveni Krst" u Nišu, u zgradama koje su do okupacije služile kao vojna skladišta.

## Izgled
Logor se sastojao od središnje zgrade zatvora, tri pomoćne zgrade, četiri stražarske kućice, dvije kule osmatračnice i dva tornja. Središnja logorska zgrada imala je dva kata i potkrovlje na kojem se nalazilo 20 samica.

## Žrtve
Procjenjuje se da je oko 30.000 zatočenika prošlo kroz ovaj logor, od kojih je 12.000 ubijeno na lokaciji Bubanj. Mnogi drugi zatočenici su prebačeni u logor Sajmište ili druge logore diljem Europe. Žrtve logora su bili simpatizeri pokreta otpora, komunisti, Židovi i Romi. Više od 300 srbijanskih Roma ubijeno je u kampu.
Logor je bio u uporabi od 1941. do 1944.,  kada su partizani oslobodili Niš.

## Bijeg
Logor je posebno poznat po bijegu 105 zatvorenika u partizane 12. veljače 1942. godine. U odmazdi poslije bijega, za 11 poginulih njemačkih vojnika strijeljano je 1.100 zatočenika. Organizirani bijeg logoraša tada je bio jedinstveni događaj u porobljenoj Europi.
Do bijega logor je bio opasan bodljikavom žicom, a poslije bijega cijeli je kompleks ograđen zidom.

## Muzej
Zgrade logora sačuvale su autentični izgled, obilježene su spomen-obilježjima i 1969. godine su pretvorene u memorijalni muzej "12. februar", nazvan po nadnevku poznatog bijega.
Kompleks nekadašnjeg koncentracijskog logora „Crveni Krst“ u Nišu utvrđen je za spomenik kulture od izuzetnog značaja za Republiku Srbiju odlukom Izvršnog vijeća SR Srbije iz 1979. godine („Službeni glasnik SR Srbije“, br. 14/79). u Središnji registar nepokretnih kulturnih dobara upisan je pod rednim brojem SK 240.
Konzervatorsko-restauratorski radovi su izvedeni 1979. i 2004. godine.
Zbog manjka sredstava za održavanje muzej radi otežano, a tijekom 2006. muzej je vandaliziran grafitima.

## Zanimljivosti
Godine 1987. snimljen je istoimeni film u režiji Miomira Stamenkovića.
Jedna općina u Nišu dobila je ime po ovom koncentracijskom logoru.

## Vanjske poveznice
- Službena prezentacija Grada Niša
- "Nekad i sad" — Slike  Arhivirana inačica izvorne stranice od 30. lipnja 2008. (Wayback Machine)
- Spomenici kulture u Srbiji
- Obilježavanje obljetnice proboja logora